# Microrégion de Restinga Seca
La microrégion de Restinga Seca est une des microrégions du Rio Grande do Sul appartenant à la mésorégion du Centre-Ouest du Rio Grande do Sul. Elle est formée par l'association de neuf municipalités. Elle recouvre une aire de 3 004,521 km2 pour une population de 68 118 habitants (IBGE - 2005). Sa densité est de 22,7 hab./km2. Son IDH est de 0,778 (PNUD/2000).

## Municipalités[1]
- Agudo
- Dona Francisca
- Faxinal do Soturno
- Formigueiro
- Ivorá
- Nova Palma
- Restinga Seca
- São João do Polêsine
- Silveira Martins

## Microrégions limitrophes
- Santa Maria
- Santiago
- Cachoeira do Sul
- Santa Cruz do Sul